# الک، نیوجرسی
الک (به انگلیسی: Elk Township) شهری در ایالت نیوجرسی کشور ایالات متحده آمریکا است که جمعیت آن در سرشماری سال ۲۰۱۰ میلادی، ۴٬۲۱۶ نفر بوده‌است.